# Marcos Martínez
Marcos Martinez, né le 15 octobre 1985 à Madrid, est un pilote automobile espagnol. 

## Carrière
- 2002 : Formule Espagne Junior
- 2003 : Formule Espagne Junior
- 2004 : Formule Espagne Junior, 8e
- 2005 : Championnat d'Espagne de Formule 3, 9e
- 2006 : Championnat d'Espagne de Formule 3, 10e
- 2007 : GP2 Series, 22e
- 2008 : World Series by Renault, 15e
- 2009 : World Series by Renault, 7e
- 2010 : Superleague Formula, 14e